# Göppelkreuz-Kapelle (Favoriten)

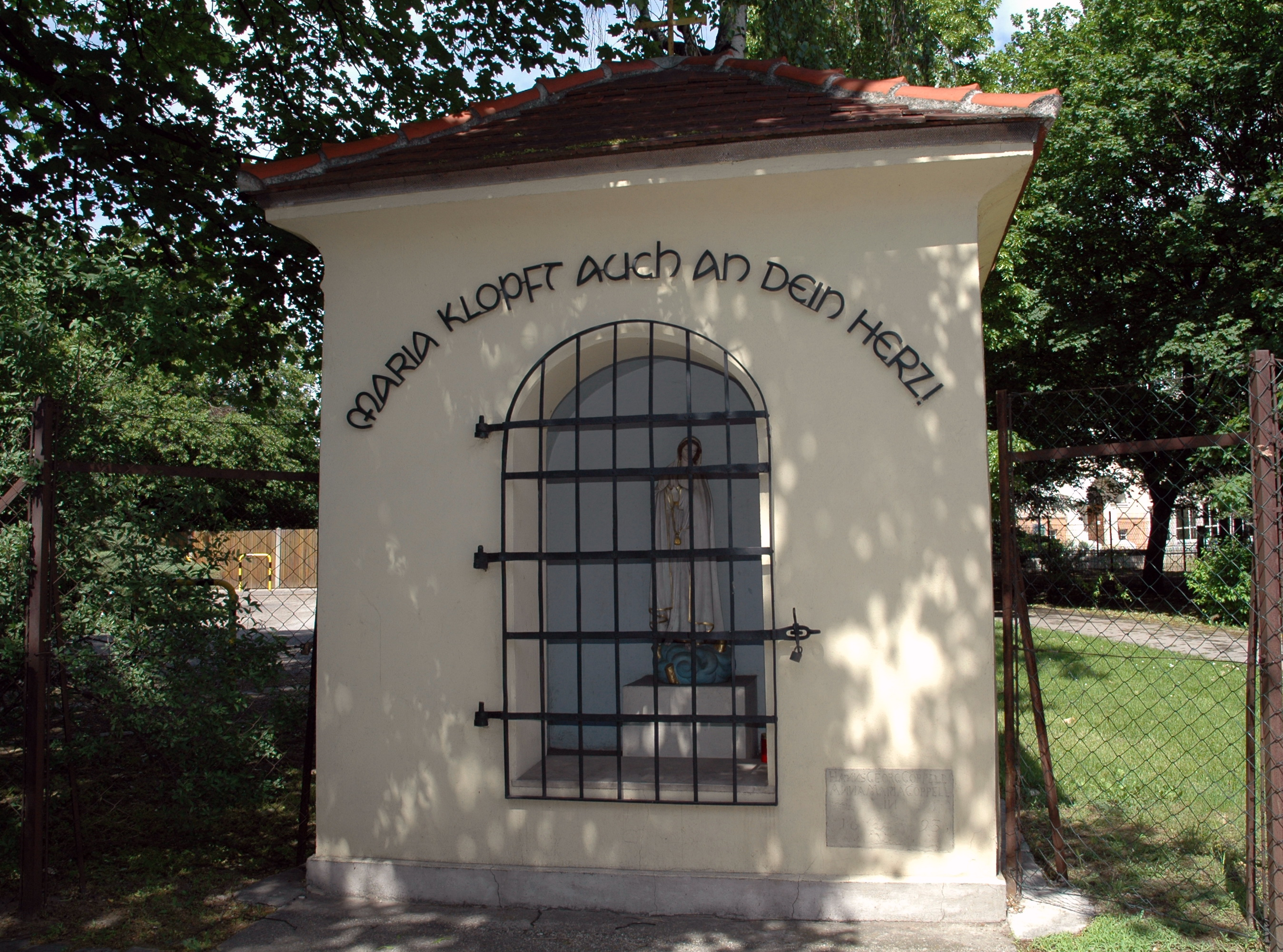
Göppelkreuz-Kapelle

Die Göppelkreuz-Kapelle, auch Göpelkreuz-Kapelle genannt, ist ein sakraler Kleinbau im 10. Wiener Gemeindebezirk Favoriten. Sie steht bei der Ludwig-von-Höhnel-Gasse 17–19 vor der Neulandschule Laaerberg.

## Geschichte und Baubeschreibung
Dieser Bildstock wurde 1693 als Votivpfeiler zum Dank für die Errettung des Müllermeisters Johann Georg Göppel bei einem Blitzschlag errichtet. Der mitfahrende Knecht und die Pferde wurden erschlagen, der strohbeladene Wagen brannte aus.
Die Kapelle wurde 1932 vom ursprünglichen Standort in der Laaer-Berg-Straße 172 wegen der Errichtung von Gemeindebauten auf den jetzigen Standort versetzt und dort neu gebaut.
Die Göppelkreuz-Kapelle ist ein gemauerter Bildstock mit viereckigem Grundriss und einem Eisengitter vor der runden Nischenöffnung, das vierflächige Spitzdach trägt ein zweiarmiges Kreuz. Über der Nische liest man die Inschrift: Maria klopft auch an Dein Herz. Im Inneren steht eine weiße Marienplastik, eine Kopie der Muttergottesstatue von Fátima. Die früher darin stehende Skulptur „Abschied Christi von Maria“ ist jetzt in der Pfarrkirche zum Heiligen Kreuz am Laaer Berg.